# Yvan T'Kint
Yvan T'Kint is een Belgisch politicus. Van 2007 tot 2010 was hij burgemeester van de Vlaamse gemeente Affligem als onafhankelijk liberaal.

## Biografie
Hij is de zoon van Alfons T'Kint, oud-burgemeester van Hekelgem en op zijn beurt zoon van Hekelgems oud-burgemeester Albien T'Kint. De familie T'Kint waren echte "Smeerders", een politieke partij te Hekelgem bestaande uit een gemengde lijst van katholieken en liberalen die aan de kant stonden van de abdij, in tegenstelling tot de "varkens" die aan de kant stonden van de pastoor en ook bestonden uit een gemengde lijst.
Yvan T'Kint ging naar school in het Sint-Jozefscollege te Aalst. Vervolgens studeerde hij rechten aan de Katholieke Universiteit Leuven. Hij werd advocaat aan de balie te Brussel. Hij is gehuwd met An Van Boxstael en heeft één zoon.
T'Kint begon zijn politieke loopbaan bij de toenmalige CVP, maar keerde deze partij in 1988 de rug toe om in 1992 toe te treden tot de VLD. Hij werd in de gemeente Affligem schepen van 1983 tot 1988, gemeenteraadslid van 1989 tot 2000 en van 2001 tot 2006 schepen van cultuur, middenstand, milieu, toerisme en feestelijkheden. In 2007 werd hij burgemeester. Na een dispuut met Leo Guns (Open Vld) zetelde hij voor de Onafhankelijk Liberalen. Door het bestuursakkoord met CD&V/N-VA werd Yvan T'Kint op 1 januari 2011 als burgemeester opgevolgd door Walter De Donder (CD&V). T'Kint bleef tot eind 2012 schepen bevoegd voor juridische zaken, personeel, toerisme, milieu en lokale ondernemingen.
Tijdens zijn burgemeesterschap had hij als bevoegdheden politie, burgerlijke stand, juridische zaken, personeel, communicatie en informatie, voorzitter politiecollege en politieraad TARL, voorzitter van de zonale veiligheidsraad en bestuurder Fingem. In 2012 kwam hij niet meer op.
Hij was eerder medestichter en voorzitter van toneelkring Prutske en van de Hekelgemse carnavalvereniging " de Zwètmiljaaren " (1970-1973). Hij leidde gedurende tien jaar de Affligemse Middenstand, een plaatselijke vereniging van zelfstandigen en ondernemingen.
Vanaf 2013 was hij aan de gemeente Affligem verbonden als juridisch adviseur.